# Bet Owed
Bet Owed (hebr.: בית עובד) – moszaw położony w samorządzie regionu Gan Rawe, w Dystrykcie Centralnym, w Izraelu.

## Historia
Moszaw został założony w 1933.

## Gospodarka
Gospodarka moszawu opiera się na intensywnym rolnictwie.

## Komunikacja
Przy moszawie przebiega droga ekspresowa nr 42 (Aszdod-Riszon le-Cijjon).